# Cathédrale Notre-Dame-du-Signe de Tioumen
La cathédrale de Notre-Dame-du-Signe de Tioumen (en russe : Знаменский кафедральный собор в Тюмени) est un édifice religieux orthodoxe, situé rue Semakova, dans le centre de la ville de Tioumen, en Sibérie occidentale. Son style architectural est baroque sibérien. Elle est dédiée à une icône très vénérée en Russie celle de Notre-Dame du Signe.

## Histoire
L'histoire de la cathédrale commence dans la première moitié du XVIIe siècle, entre 1624 et 1659, quand on construisit un premier espace de prière en bois à son emplacement. Celui-ci fut détruit par le feu, lors du gigantesque incendie qui ravagea la ville en 1697. Celle qui la remplaça connut le même sort du fait de l'incendie de 1766. 
Le troisième édifice est construit en pierre, et ses travaux commencent le premier septembre 1768. Le premier nom qu'il reçoit est celui de l'icône Notre-Dame du Signe. Il est consacré 33 années plus tard, le 9 septembre 1801. Mais certaines sources citent plutôt l'année 1786 comme date d'achèvement.
Ce bâtiment de pierre était peint en blanc et se composait de l'église elle-même, d'un porche, d'un clocher, d'un réfectoire avec une annexe. Une chapelle dédiée à Jean Chrysostome sert d'église chauffée pour l'hiver, la cathédrale n'étant utilisée que l'été pour les offices. 
Rapidement le bâtiment se dégrade après sa construction et il est déjà restauré de nombreuses fois. Dès 1820, puis en 1839 ses fondations sont renforcées au moyen de pierres.
En 1850 les paroissiens se cotisent pour une nouvelle restauration. À la fin du XIXe siècle la chapelle Jean-Chrysostome est détruite par le feu et reconstruite en 1901 grâce à la générosité du marchand Ivanov d'Ekaterinbourg. Au dessus du réfectoire, est construite une coupole et le clocher se voit adjoindre un étage supplémentaire. En 1913, une célébration a lieu pour honorer la transformation du statut de simple église paroissiale en cathédrale. 
Après la révolution d'Octobre en 1917, et la mise en place du pouvoir soviétique, le clergé est persécuté. Le 16 décembre 1929, la cathédrale est fermée pour le culte. Elle est transformée en club de culture physique, des élèves soldats y sont casernés. Tous les biens meubles et immeubles de l'église sont confisqués au profit de l'État. Les locaux servent aussi de prison, de garage pour les machines agricoles durant les années qui suivent.
Entre 1933 et 1941, la cathédrale est à nouveau autorisée à accueillir les fidèles orthodoxes. Mais dès le début de la Grande Guerre patriotique, l'église est réquisitionnée et les soldats y sont casernés. Après la guerre, l'église est rendue à nouveau aux croyants à partir du 9 octobre 1945, à la suite de la décision du Comité des commissaires du peuple No 1325, du 28 novembre 1943, intitulée « Sur la procédure de réouverture des églises ».
Le 19 juin 1994 a été organisée, après de nombreuses années d'interruption, une procession religieuse. En 2003, les paroissiens ont offert des dons pour le remplacement des croix et des coupoles de la cathédrale. 